# Musik und Kunst Privatuniversität der Stadt Wien
Musik und Kunst Privatuniversität der Stadt Wien (MUK; dříve Konservatorium Wien Privatuniversität – KONSuni, česky doslovně: konzervatoř Vídeň soukromá univerzita, ještě dříve Konservatorium der Stadt Wien (KONS) nebo pouze Konservatorium Wien, často nazývána Wiener Konservatorium (vídeňská konzervatoř)) je umělecky orientovaná soukromá vysoká škola ve Vídni, která poskytuje vzdělání v programech hudby, tance, herectví a sociálního designu.
K roku 2013 na konzervatoři studovalo okolo 850 posluchačů z více než 50 států světa. Pedagogický sbor, včetně umělců, tvořilo přibližně 250 osob.

## Historie
Na jaře 1938 vznikla v rakouské metropoli hudební škola pod názvem Musikschule der Stadt Wien (Hudební škola Města Vídně). V listopadu 1945 pak došlo k transformaci do instituce Musiklehranstalten der Stadt Wien, která v sobě zahrnovala tři složky: Musikschulen, Kindersingschule a také Konservatorium der Stadt Wien. Tato forma pod správou vídeňského magistrátu existovala do 31. srpna 2004. Následně se konzervatoř osamostatnila a 15. června 2005 získala status univerzity jako soukromá vysoká škola. Došlo také k jejímu přejmenování na Konservatorium Wien Privatuniversität.
3. listopadu 2015 byla přejmenována na součsný název Musik und Kunst Privatuniversität der Stadt Wien (MUK).

## Obory
Mezi bakalářské a magisterské obory se řadí dirigování a skladba, klávesové nástroje, strunné nástroje, dechové a bicí nástroje, základní hudební výchova, jazz, stará hudba, zpěv a opera, muzikál, drama, tanec, Master of Arts Education (MAE) a ve spolupráci s vídeňskou Univerzitou užitého umění magisterský obor sociální design.

## Výběr pedagogů a absolventů
- Paul Badura-Skoda (1927–2019) – pianista
- Elisabeth Baumerová (* 1977) – hobojistka, flétnistka
- Leonid Brumberg (1925–2010) – profesor, pedagog hry na klavír
- Christoph Eggner (* 1972) – klavírista
- Georg Eggner (* 1976) – houslista
- Charlotte Eislerová (1894–1970) – zpěvačka
- Iréna Fluryová (* 1984) – herečka
- Martin August Fuchsberger (* 1980) – dirigent
- Walter Hagg (* 1948) – diplomat a operní pěvec
- Saskia Hölblingová (* 1971) – choreografka, tanečnice
- Barbara Lanzová (* 1983) – herečka
- Marika Lichterová (* 1949) – herečka
- Caroline Löfflerová (* 1984) – houslistka
- Camille Lopez-Molina – sopranistka
- Ursula Pfitzner (* 1972) – sopranistka
- Marija Sklad-Sauerová (* 1935) – profesorka, pedagožka zpěvu
- Helene Tomböcková (* 1983) – hornistka
- Anna Unterbergerová (* 1985) – herečka
- Thomas Weldon (* 1929) – operní pěvec, pedagog zpěvu
- Terry Wey (* 1985) – kontratenor
- Joe Zawinul (1932–2007) – jazzový pianista, hráč na klávesy, skladatel